# Maikel Winter
Maikel Winter is een Surinaams politicus. Sinds 2020 is hij districtscommissaris van Coronie.

## Biografie
Maikel Winter is gehuwd en heeft vier dochters. Hij is afkomstig uit het district Coronie en was tot 2020 districtssecretaris. Hij is sinds zijn 16e actief lid van de Nationale Partij Suriname (NPS) in Coronie en daarnaast actief in sociaal vrijwilligerswerk. Hij is voorzitter van Give Back 2 Cosu waarmee hij verschillende projecten heeft voltooid.
Hij werkte nauw samen met zijn partijgenoot en oud-Assembléelid Harold Bendt en werd in 2019 gekozen tot voorzitter van de NPS in Coronie. In 2020 was hij NPS-lijsttrekker in Coronie tijdens de verkiezingen. De NPS behaalde hier geen parlementszetels en daarom ook geen zetel voor Winter.
Hij werd op 25 augustus 2020 geïnstalleerd als districtscommissaris van Coronie. Bij zijn aantreden verkondigde Winter: "Samen met de gemeenschap zal het lukken om het district tot grotere hoogten te brengen". Dezelfde spreuk werd vijf jaar eerder ook door zijn voorganger Remie Tarnadi uitgesproken, terwijl het district in de jaren 2010 uiteindelijk geen vooruitgang heeft gekend.
Enkele weken na zijn beëdiging kreeg hij te maken met een protest door 50 à 75 ambtenaren uit zijn district die de weg barricadeerden omdat ze na zes tot acht maanden in overheidsdienst nog steeds niet waren uitbetaald. Winter gaf aan dat dit geen probleem uit Coronie was maar een landelijk probleem. De barricades werden weggehaald toen hij daarom vroeg.
In december 2024 vroeg hij om als dc ontheven te worden, zodat hij zich kon richten op projecten in het district. In januari was dit nog niet geregeld en schreef hij een brief aan de president om zijn verzoek in te trekken. In het kielzog van twee andere dc's die hier vanwege politieke redenen om gevraagd hadden werd hij niettemin op 12 maart 2025 uit zijn functie ontlast. Hij werd opgevolgd door Rianto Kasanmoesdiran.
Tijdens de verkiezingen van 2025 stond hij op nummer 45 van de lijst van ABOP.